# FreeNibs
FreeNibs — программное обеспечение для организации учёта объёма услуг для FreeRADIUS. В качестве хранилища данных использует СУБД PostgreSQL. FreeNibs расшифровывается как Neon internet Billing System for FreeRadius.
Для управления системой имеется также веб-интерфейс RadSUITE, который позже войдет в состав FreeNIBS.

## История создания
Автором первых версий программы был Сергей Деркач (Неон). FreeNibs быстро завоевал популярность среди домашних сетей и небольших офисов.
Развитие проекта продолжил Станислав Корсаков, переписав программный пакет.
На данный момент есть несколько ответвлений FreeNibs:
- Версии 0.0.1-0.0.x — оригинальная версия от Сергея Дергача.
- Версии 1.x.x — переписанная, полностью совместимая с оригинальной версией программа с улучшенной функциональностью.
- Версии 2.x.x — новая версия, включающая возможности 1.x.x, где основной упор сделан на реализацию биллинга с градациями трафика.
- Версии 3.x.x — развивающиеся в настоящее время версия с новыми возможностями (авторизация по MAC-адресу, АОНу и т. д.).